# مکرم بن رمضان
مکرم بن رمضان (عربی: مكرم بن رمضان؛ زادهٔ ۲۷ مارس ۱۹۸۹) بازیکن بسکتبال اهل تونس است.
وی در مسابقات کشوری و بین‌المللی در مجموع برندهٔ ۳ مدال طلا، ۲ مدال برنز شده‌است.